# Be Prepared
Be Prepared (с англ. — «Будьте готовы») — сингл из полнометражного мультфильма производства студии Disney 1994 «Король Лев». Автор музыки — Элтон Джон, текста — Тим Райс. В оригинале её исполнили Джереми Айронс (Шрам) (на русский язык песню исполнил Юрий Лазарев), Вупи Голдберг (Шензи), Чич Марин (Банзай) и Джим Каммингс (Эд, Шрам в последнем куплете). Песня также звучит в одноимённом мюзикле Джоном Викери, Кевином Кахуном, Стэном Уэйном Матисом и Трейси Чапман.
Песня продолжает традицию диснеевских мультфильмов, где отрицательные персонажи имеют свои собственные песни, так же как и «The Elegant Captain Hook» Капитана Крюка в «Питере Пэне», «Gaston» Гастона в «Красавице и Чудовище», «Prince Ali» в версии Джафара в «Аладдине», «Mother Knows Best» матушки Готель в «Рапунцель: Запутанная история» и др.

## Король Лев
Песня возникла как музыкальный номер для Шрама. Он всегда находился в тени старшего брата Муфасы, страшно завидуя ему. После рождения племянника Симбы восхождение Шрама на трон стало практически невозможным. Поэтому он постоянно разрабатывал возможные схемы убийств при помощи своих гиен-приспешников — Шензи, Банзая и Эда. В песне «Be Prepared» Шрам как раз и уведомляет своих союзников про свой план, уговаривая гиен, что когда он станет королём, то никто из них больше не будет чувствовать себя изгоем и голодать.

### Производство
Изначально номер задумывался как коронационная песня Шрама после того, как львицы выступили против его заявления, что он король. Песня должна была называться «Благодаря мне». Также был отрезок с песней Шрама после смерти Муфасы, но из мультфильма эпизод вырезали, включив однако в мюзикл.
В начале второго куплета поющий Шрам возвышается над армией гиен, идущих гусиным шагом. Тени на скалах на секунду похожи на монументальные колонны, что отсылает к фильму с нацистской пропагандой «Триумф воли».
Джереми Айронс исполнил большую часть песни, однако потерял голос, пытаясь записать:
«You won’t get a sniff without me!», поэтому конец песни поет Джим Каммингс, озвучивший Эда.

### Оригинальная запись
«Be Prepared» должна была начинаться монологом Шрама:
I never thought hyenas essential. They're crude and unspeakably plain. But maybe they've a glimmer of potential if allied to my vision and brain.
Но в финальной версии песня начинается с середины, поскольку он уже задумал совместный план устранения старшего брата, который был связан с гиенами.

## Король Лев 3: Хакуна матата
В предыстории «Короля Льва» рассказывается о том, как Тимон и Пумба искали свой новый дом и случайно забрели в логово Шрама. Звучит музыкальный отрывок песни, видны тени гиен, а друзья ирландским степом немедленно уходят.

## Мюзикл «Король Лев»
Как и в оригинальной версии, всё начинается с монолога Шрама. Музыкальный номер мюзикла во многом схож со сценами из мультфильма, однако присутствует хореографическая зарисовка гиен. Краткий повтор «Be Prepared» поставлен как раз тогда, когда Шрам объявляет себя королём на похоронах Муфасы и приводит с собой приспешников. Но изменение всё-таки присутствует: вместо зловещего аккорда в конце есть небольшой отрывок из «Rafiki Mourns».